# Tour de France 1992
Le Tour de France 1992 est la 79e édition du Tour de France, course cycliste qui s'est déroulée du 4 juillet au 26 juillet 1992 sur 21 étapes pour 3 983 km. Le départ a lieu à Saint-Sébastien en Espagne ; l'arrivée se juge aux Champs-Élysées à Paris.
Pour célébrer le traité sur l'Union européenne, signé cette année, le Tour visite six pays autres que la France, un record : la Belgique, les Pays-Bas, l'Allemagne, le Luxembourg et l'Italie (à savoir les pays fondateurs de la Communauté européenne du charbon et de l'acier) et l'Espagne,.
Miguel Indurain obtient la deuxième de ses cinq victoires consécutives. Il devance au classement général les Italiens Claudio Chiappucci et Gianni Bugno. Chiappucci remporte de son côté le classement de la montagne et signe une victoire d'étape à Sestrières après 200 km d'échappée dont plus de 125 en solitaire tandis que Laurent Jalabert remporte le classement par points.

## Participation
Miguel Indurain est le vainqueur sortant, il vient de remporter le Tour d'Italie, c'est donc le grand favori. Ses dauphins de 1991, Gianni Bugno, champion du monde en titre, et Claudio Chiappucci sont ses plus sérieux challengers. Le vainqueur du Tour d'Espagne, le Suisse Tony Rominger, n'est pas au départ.
Les trentenaires et anciens vainqueurs affichent des ambitions diverses : Greg LeMond, à la tête de l'équipe Z, veut effacer son échec de 1991 et vient pour remporter un quatrième Tour de France. Laurent Fignon a quitté l'équipe Castorama de Cyrille Guimard avec qui il était en conflit pour rejoindre la formation Gatorade de Gianni Bugno. Il se présente donc au départ plutôt dans le rôle d'un capitaine de route au service de Bugno. Pedro Delgado aborde ce Tour dans une équipe Banesto entièrement construite autour de Miguel Indurain. Enfin, Stephen Roche, de retour dans l'équipe Carrera, l'équipe de sa grande année 1987, prévoit d'épauler son leader Chiappucci.
D'autres leaders d'équipe, tels Andy Hampsten (Motorola), Franco Chioccioli (GB-MG) ou Charly Mottet (RMO), ne peuvent espérer parvenir en jaune à Paris sans des circonstances de courses favorables.
Ce sont aussi les débuts dans le Tour de jeunes coureurs tels que Richard Virenque ou Alex Zülle.

## Parcours
La 79e édition du Tour de France 1992 est longue de 3 983 kilomètres et répartie en vingt-deux étapes : 10 de plaine, 6 accidentées, 2 de haute montagne et 4 contre-la-montre (1 prologue, 2 contre-la-montre individuels, et 1 contre-la-montre par équipe). Outre la France, le Tour visite 6 autres pays (Espagne, Belgique, Pays-Bas, Allemagne, Luxembourg, et l'Italie) pour célébrer le traité sur l'Union européenne, signé cette année.
Le Grand Départ a lieu à Saint-Sébastien et commence par un prologue de 8 km. Les deux étapes suivantes abordent les contreforts Pyrénéens, dans une certaine légèreté. L'Alto de Jaizkibel est escaladé dans la 1re étape pour faire une boucle autour de Saint-Sebastien, tandis que le Col d'Ispeguy et le Col de Marie-Blanque sont abordés dans la 2e étape reliant Saint-Sebastien et Pau, pour une longueur de 255 km.
S'ensuit une étape de transition entre Pau et Bordeaux, avant le traditionnel contre-le-montre par équipe de 63 km autour de Libourne.
Les coureurs effectueront ensuite un long transfert jusqu'à Nogent-sur-Oise.

## Déroulement de la course

### Les Pyrénées d'entrée mais en légèreté
Miguel Indurain annonce d'emblée qu'il assume sa candidature à sa succession en s'imposant dans le prologue de Saint-Sébastien devant le jeune prodige suisse Alex Zülle qui débute dans le Tour. Tous les favoris perdent plus de dix secondes sur l'Espagnol. Le massif des Pyrénées est abordé dès le lendemain, sans toutefois emprunter les grands cols qui ont fait l'histoire du Tour. Le col de l'Alto de Jaizkibel (habituellement au menu de la Classique de Saint-Sébastien, une épreuve de la Coupe du Monde) fait quelques dégâts parmi les favoris car Fignon, LeMond et Delgado sont distancés. Ils reviennent dans la descente et à l'arrivée de la première étape, à Saint-Sébastien, le Français Dominique Arnould surprend les sprinteurs et s'impose. Par le jeu des bonifications, Zülle prend le maillot jaune.

### Le festival des Français
La victoire d'étape d'Arnould annonce d'autres succès tricolores. Richard Virenque qui participe lui aussi à son premier Tour de France, s'échappe en compagnie de son coéquipier Dante Rezze et de l'Espagnol Javier Murguialday et, dans le col de Marie-Blanque, Virenque sème ses deux compagnons. Trop loin de l'arrivée, il attend Murguialday et les deux hommes rejoignent Pau, la victoire revenant à l'Espagnol et le maillot jaune au jeune Français qui se révèle au grand public. Dès le lendemain, sur la route de Bordeaux, un groupe d'une dizaine de coureurs fausse compagnie au peloton. Parmi eux, le Français Pascal Lino est le mieux placé au classement général et si Harmeling l'emporte à Bordeaux, Lino prend le maillot jaune à Virenque, son coéquipier. Le contre la montre par équipes ne bouleverse pas le classement et Lino semble parti pour rester en jaune jusque dans les Alpes. Entretemps, Laurent Jalabert remporte sous la pluie sa première victoire d'étape à Bruxelles à l'issue d'une échappée qui comptait LeMond et Chiappucci. Gilles Delion complète ce festival par sa victoire à Valkenbourg.

### Indurain, extra-terrestre à Luxembourg
Au départ du contre la montre de Luxembourg, grâce à leur échappée de Bruxelles, Chiappucci et LeMond occupent les meilleures places parmi les favoris, l'Italien ayant notamment 3 minutes d'avance sur Indurain. Indurain réalisera l'un des plus grands exploits de sa carrière sur les 63 kilomètres du parcours. Il prend 3 minutes à son second, son coéquipier Armand de Las Cuevas et plus de 4 minutes à tous les autres concurrents. Pascal Lino, bon rouleur, préserve une courte avance au classement général et conserve son maillot jaune mais Indurain a repris la première place des prétendants à la victoire finale, Bugno et LeMond étant ses plus proches opposants. Chiappucci a concédé plus de temps, Fignon et Delgado sont, eux, pratiquement éliminés pour la victoire finale.

### Le sursaut des anciens
Fignon ne rend pas les armes et dans la traversée des Vosges vers Mulhouse, il prend part à une échappée de 4 hommes qu'il va éparpiller dans l’ascension du Grand Ballon. Il arrive seul à Mulhouse, ayant résisté au retour du peloton dans la descente, malgré les efforts des coureurs de l'équipe Castorama, son ancienne équipe, et sous les ordres de Cyrille Guimard, pour le faire échouer. À 32 ans, Fignon remporte ce jour-là sa dernière victoire d'étape dans le Tour de France. Deux autres anciens vainqueurs du Tour, l'Irlandais Stephen Roche et l'Espagnol Pedro Delgado, se disputent la victoire d'étape à Saint-Gervais mais ils seront battus par le Suisse Rolf Jaermann.

### Chiappucci, stupéfiant à Sestrières
L'étape de Sestrières est le premier volet du week-end alpestre. Chiappucci provoque une échappée dès le départ avec 8 hommes. Au fil des ascensions, il lâche ses compagnons d'échappée et parcourt les cent derniers kilomètres seul. Derrière, Pascal Lino, encore en jaune, se lance dans un baroud d'honneur et s'intercale entre Chiappucci et le groupe des favoris. Un groupe dont LeMond et Luc Leblanc, le champion de France, ne font plus partie, les deux hommes ayant lâché prise et perdu beaucoup de temps. Lino sera repris mais pas Chiappucci. Gianni Bugno, encore entouré de ses coéquipiers Rondon et Fignon, tente une attaque au pied de la montée de Sestrières mais il ne surprend pas Indurain. Bugno est d'ailleurs en difficulté dans cette dernière ascension. Seul l'Italien Franco Vona peut accompagner Indurain. Mais l'Espagnol, à la surprise générale, craque dans les derniers kilomètres. Chiappucci s'impose en solitaire au sommet, devant le public italien et c'est Vona qui se présente sur la ligne en second. Indurain, victime d'une hypoglycémie, finit troisième mais gagne suffisamment de temps pour endosser le maillot jaune.

### La déroute de Bugno à l'Alpe d'Huez
Gianni Bugno est le spécialiste de l'Alpe d'Huez, comme en témoignent ses victoires d'étape dans la fameuse station lors du Tour de France 1990 et 1991. En confiance, sans doute inspiré par la défaillance d'Indurain et par l'épopée de Chiappucci la veille, Bugno lance une offensive très précoce dans le col du Galibier, aidé par Fignon. L'avance de ce groupe de tête n'excèdera jamais la minute. Dans la descente, le peloton revient et Bugno ne peut suivre Indurain et Chiappucci dans le col de la Croix de Fer. Fignon, complètement sacrifié par cette opération tactique vouée à l'échec, est à la dérive et perd un temps considérable alors qu'il était pourtant septième au classement général le matin. Avant l'ascension de l'Alpe d'Huez, cinq hommes faussent compagnie à ce qui reste du peloton : Andy Hampsten, Jan Nevens, Éric Boyer, Jesús Montoya et Franco Vona. L'Américain Hampsten est le plus solide grimpeur, il s'imposera seul au sommet, Vona prendra la deuxième place, comme la veille. Chiappucci et Indurain n'arrivent pas à se départager dans la montée et arrivent ensemble sur la ligne d'arrivée. Bugno rétrograde de la troisième à la cinquième place au classement général.

### La dernière semaine
La dernière semaine donne lieu à une succession d'exploits individuels comme Stephen Roche qui, comme Fignon à Mulhouse, s'offre à La Bourboule, échappé, sa dernière victoire d'étape dans le Tour de France. Les victoires d'étapes de Jean-Claude Colotti et Thierry Marie consacrent la réussite du cyclisme français qui s'illustre aussi par le gain du maillot vert par Laurent Jalabert, âprement disputé au Belge Johan Museeuw. Avec 6 victoires d'étapes au total, 13 journées en jaune, le maillot vert de Jalabert à Paris et la cinquième place finale de Lino, le peloton français connaîtra lors de cette édition 1992 son plus beau Tour de France de la décennie. Miguel Indurain consolide sa victoire finale en gagnant le contre la montre entre Tours et Blois, une étape qui permet à Bugno de se hisser sur le podium. Le podium final des Champs-Elysées sera donc composé des mêmes hommes qu'en 1991, les Italiens Bugno et Chiappucci inversant leurs positions.

## Étapes
| Étape,    | Date       | Villes étapes                                 |                              | Distance (km)    | Vainqueur d’étape    | Leader du classement général |
| --------- | ---------- | --------------------------------------------- | ---------------------------- | ---------------- | -------------------- | ---------------------------- |
| Prologue  | 4 juillet  | Saint-Sébastien (ESP) – Saint-Sébastien (ESP) | Contre-la-montre individuel  | 8                | Miguel Indurain      | Miguel Indurain              |
| 1re étape | 5 juillet  | Saint-Sébastien (ESP) – Saint-Sébastien (ESP) | Étape de moyenne montagne    | 194,5            | Dominique Arnould    | Alex Zülle                   |
| 2e étape  | 6 juillet  | Saint-Sébastien (ESP) – Pau                   | Étape de moyenne montagne    | 255              | Javier Murguialday   | Richard Virenque             |
| 3e étape  | 7 juillet  | Pau – Bordeaux                                | Étape de plaine              | 218              | Rob Harmeling        | Pascal Lino                  |
| 4e étape  | 8 juillet  | Libourne – Libourne                           | Contre-la-montre par équipes | 63,5             | Panasonic-Sportlife  | Pascal Lino                  |
| 5e étape  | 9 juillet  | Nogent-sur-Oise – Wasquehal                   | Étape de plaine              | 196              | Guido Bontempi       | Pascal Lino                  |
| 6e étape  | 10 juillet | Roubaix – Bruxelles (BEL)                     | Étape de plaine              | 167              | Laurent Jalabert     | Pascal Lino                  |
| 7e étape  | 11 juillet | Bruxelles (BEL) – Valkenburg (NED)            | Étape de plaine              | 196,5            | Gilles Delion        | Pascal Lino                  |
| 8e étape  | 12 juillet | Valkenburg (NED) – Coblence (ALL)             | Étape de plaine              | 206,5            | Jan Nevens           | Pascal Lino                  |
| 9e étape  | 13 juillet | Luxembourg (LUX) – Luxembourg (LUX)           | Contre-la-montre individuel  | 65               | Miguel Indurain      | Pascal Lino                  |
| 10e étape | 14 juillet | Luxembourg (LUX) – Strasbourg                 | Étape de plaine              | 217              | Jean-Paul van Poppel | Pascal Lino                  |
| 11e étape | 15 juillet | Strasbourg – Mulhouse                         | Étape de moyenne montagne    | 249,5            | Laurent Fignon       | Pascal Lino                  |
|           | 16 juillet | Dole                                          | Jour de repos                | Journée de repos | Journée de repos     | Journée de repos             |
| 12e étape | 17 juillet | Dole – Saint-Gervais-Mont-Blanc               | Étape de moyenne montagne    | 267,5            | Rolf Jaermann        | Pascal Lino                  |
| 13e étape | 18 juillet | Saint-Gervais-Mont-Blanc – Sestrières (ITA)   | Étape de montagne            | 254,5            | Claudio Chiappucci   | Miguel Indurain              |
| 14e étape | 19 juillet | Sestrières (ITA) – L'Alpe d'Huez              | Étape de montagne            | 186,5            | Andrew Hampsten      | Miguel Indurain              |
| 15e étape | 20 juillet | Le Bourg-d'Oisans – Saint-Étienne             | Étape de moyenne montagne    | 198              | Franco Chioccioli    | Miguel Indurain              |
| 16e étape | 21 juillet | Saint-Étienne – La Bourboule                  | Étape de moyenne montagne    | 212              | Stephen Roche        | Miguel Indurain              |
| 17e étape | 22 juillet | La Bourboule – Montluçon                      | Étape de plaine              | 189              | Jean-Claude Colotti  | Miguel Indurain              |
| 18e étape | 23 juillet | Montluçon – Tours                             | Étape de plaine              | 212              | Thierry Marie        | Miguel Indurain              |
| 19e étape | 24 juillet | Tours – Blois                                 | Contre-la-montre individuel  | 64               | Miguel Indurain      | Miguel Indurain              |
| 20e étape | 25 juillet | Blois – Nanterre 92                           | Étape de plaine              | 222              | Peter De Clercq      | Miguel Indurain              |
| 21e étape | 26 juillet | La Défense 92 – Paris - Champs-Élysées        | Étape de plaine              | 141              | Olaf Ludwig          | Miguel Indurain              |

## Classements

### Classement général final
| Classement général | Classement général       | Classement général | Classement général    | Classement général   |
|                    | Coureur                  | Pays               | Équipe                | Temps                |
| ------------------ | ------------------------ | ------------------ | --------------------- | -------------------- |
| 1er                | Miguel Indurain          | Espagne            | Banesto               | en 100 h 49 min 30 s |
| 2e                 | Claudio Chiappucci       | Italie             | Carrera Jeans-Tassoni | + 4 min 35 s         |
| 3e                 | Gianni Bugno             | Italie             | Gatorade-Chateau d'Ax | + 10 min 49 s        |
| 4e                 | Andrew Hampsten          | États-Unis         | Motorola              | + 13 min 40 s        |
| 5e                 | Pascal Lino              | France             | RMO-Onet              | + 14 min 37 s        |
| 6e                 | Pedro Delgado            | Espagne            | Banesto               | + 15 min 16 s        |
| 7e                 | Erik Breukink            | Pays-Bas           | PDM-Ultima-Concorde   | + 18 min 51 s        |
| 8e                 | Giancarlo Perini         | Italie             | Carrera Jeans-Tassoni | + 19 min 16 s        |
| 9e                 | Stephen Roche            | Irlande            | Carrera Jeans-Tassoni | + 20 min 23 s        |
| 10e                | Jens Heppner             | Allemagne          | Telekom-Merckx        | + 25 min 30 s        |
| 11e                | Franco Vona              | Italie             | GB-MG Maglificio      | + 25 min 43 s        |
| 12e                | Éric Boyer               | France             | Z                     | + 26 min 16 s        |
| 13e                | Gert-Jan Theunisse       | Pays-Bas           | TVM-Sanyo             | + 27 min 7 s         |
| 14e                | Eddy Bouwmans            | Pays-Bas           | Panasonic-Sportlife   | + 28 min 35 s        |
| 15e                | Gérard Rué               | France             | Castorama             | + 28 min 48 s        |
| 16e                | Franco Chioccioli        | Italie             | GB-MG Maglificio      | + 30 min 31 s        |
| 17e                | Steven Rooks             | Pays-Bas           | Buckler-Colnago-Decca | + 31 min 9 s         |
| 18e                | Robert Millar            | Royaume-Uni        | TVM-Sanyo             | + 31 min 19 s        |
| 19e                | Francisco Javier Mauleón | Espagne            | CLAS-Cajastur         | + 31 min 27 s        |
| 20e                | Arsenio González         | Espagne            | CLAS-Cajastur         | + 31 min 51 s        |
| 21e                | Raúl Alcalá              | Mexique            | PDM-Ultima-Concorde   | + 33 min 20 s        |
| 22e                | Jon Unzaga               | Espagne            | CLAS-Cajastur         | + 36 min 43 s        |
| 23e                | Laurent Fignon           | France             | Gatorade-Chateau d'Ax | + 41 min 51 s        |
| 24e                | Óscar de Jesús Vargas    | Colombie           | Amaya Seguros         | + 43 min 19 s        |
| 25e                | Richard Virenque         | France             | RMO-Onet              | + 46 min 1 s         |
| modifier           |                          |                    |                       |                      |

### Classements annexes finals
| Classement par points, | Classement par points, | Classement par points, | Classement par points, | Classement par points, |
| ---------------------- | ---------------------- | ---------------------- | ---------------------- | ---------------------- |
|                        | Coureur                | Pays                   | Équipe                 | Point(s)               |
| 1er                    | Laurent Jalabert       | France                 | ONCE                   | 293 points             |
| 2e                     | Johan Museeuw          | Belgique               | Lotto-Belgacom         | 262 pts                |
| 3e                     | Claudio Chiappucci     | Italie                 | Carrera Jeans-Tassoni  | 202 pts                |
| 4e                     | Olaf Ludwig            | Allemagne              | Panasonic-Sportlife    | 193 pts                |
| 5e                     | Massimo Ghirotto       | Italie                 | Carrera Jeans-Tassoni  | 177 pts                |
| 6e                     | Miguel Indurain        | Espagne                | Banesto                | 128 pts                |
| 7e                     | Stephen Roche          | Irlande                | Carrera Jeans-Tassoni  | 111 pts                |
| 8e                     | Gianni Bugno           | Italie                 | Gatorade-Chateau d'Ax  | 109 pts                |
| 9e                     | Søren Lilholt          | Danemark               | Tulip Computers        | 96 pts                 |
| 10e                    | Jelle Nijdam           | Pays-Bas               | Buckler-Colnago-Decca  | 84 pts                 |
| modifier               |                        |                        |                        |                        |

| Classement du meilleur grimpeur | Classement du meilleur grimpeur | Classement du meilleur grimpeur | Classement du meilleur grimpeur | Classement du meilleur grimpeur |
| ------------------------------- | ------------------------------- | ------------------------------- | ------------------------------- | ------------------------------- |
|                                 | Coureur                         | Pays                            | Équipe                          | Point(s)                        |
| 1er                             | Claudio Chiappucci              | Italie                          | Carrera Jeans-Tassoni           | 410 points                      |
| 2e                              | Richard Virenque                | France                          | RMO-Onet                        | 245 pts                         |
| 3e                              | Franco Chioccioli               | Italie                          | GB-MG Maglificio                | 209 pts                         |
| 4e                              | Miguel Indurain                 | Espagne                         | Banesto                         | 152 pts                         |
| 5e                              | Andrew Hampsten                 | États-Unis                      | Motorola                        | 140 pts                         |
| 6e                              | Gianni Bugno                    | Italie                          | Gatorade-Chateau d'Ax           | 131 pts                         |
| 7e                              | Franco Vona                     | Italie                          | GB-MG Maglificio                | 122 pts                         |
| 8e                              | Stephen Roche                   | Irlande                         | Carrera Jeans-Tassoni           | 107 pts                         |
| 9e                              | Javier Murguialday              | Espagne                         | Amaya Seguros                   | 96 pts                          |
| 10e                             | Éric Boyer                      | France                          | Z                               | 93 pts                          |
| modifier                        |                                 |                                 |                                 |                                 |

| Classement du meilleur jeune, | Classement du meilleur jeune, | Classement du meilleur jeune,     | Classement du meilleur jeune, | Classement du meilleur jeune, |
|                               | Coureur                       | Pays                              | Équipe                        | Temps                         |
| ----------------------------- | ----------------------------- | --------------------------------- | ----------------------------- | ----------------------------- |
| 1er                           | Eddy Bouwmans                 | Pays-Bas                          | Panasonic-Sportlife           | en 102 h 28 min 5 s           |
| 2e                            | Richard Virenque              | France                            | RMO-Onet                      | + 17 min 26 s                 |
| 3e                            | Jim Van De Laer               | Belgique                          | Tulip Computers               | + 31 min 54 s                 |
| 4e                            | Arunas Cepele (en)            | Lituanie                          | Postobón Manzana-Ryalcao      | + 40 min 25 s                 |
| 5e                            | Laurent Jalabert              | France                            | ONCE                          | + 41 min 33 s                 |
| 6e                            | Dimitri Zhdanov               | Communauté des États indépendants | Panasonic-Sportlife           | + 48 min 29 s                 |
| 7e                            | Yvon Ledanois                 | France                            | Castorama                     | + 51 min 8 s                  |
| 8e                            | Jean-Cyril Robin              | France                            | Castorama                     | + 57 min 47 s                 |
| 9e                            | Fernando Escartín             | Espagne                           | CLAS-Cajastur                 | + 1 h 0 min 40 s              |
| 10e                           | Dominik Krieger               | Allemagne                         | Helvetia-Commodore            | + 1 h 9 min 42 s              |
| modifier                      |                               |                                   |                               |                               |

| Classement par équipes | Classement par équipes | Classement par équipes | Classement par équipes |
|                        | Équipe                 | Pays                   | Temps                  |
| ---------------------- | ---------------------- | ---------------------- | ---------------------- |
| 1re                    | Carrera Jeans-Tassoni  | Italie                 | en 302 h 58 min 12 s   |
| 2e                     | Banesto                | Espagne                | + 18 min 16 s          |
| 3e                     | CLAS-Cajastur          | Espagne                | + 49 min 27 s          |
| 4e                     | Gatorade-Chateau d'Ax  | Italie                 | + 1 h 2 min 46 s       |
| 5e                     | Z                      | France                 | + 1 h 7 min 19 s       |
| 6e                     | RMO-Onet               | France                 | + 1 h 22 min 11 s      |
| 7e                     | TVM-Sanyo              | Pays-Bas               | + 1 h 29 min 22 s      |
| 8e                     | Castorama              | France                 | + 1 h 37 min 18 s      |
| 9e                     | PDM-Ultima-Concorde    | Pays-Bas               | + 1 h 41 min 35 s      |
| 10e                    | Panasonic-Sportlife    | Pays-Bas               | + 1 h 46 min 46 s      |
| modifier               |                        |                        |                        |

#### Classement des sprints européens
| Classement des sprints européens | Classement des sprints européens | Classement des sprints européens  | Classement des sprints européens | Classement des sprints européens |
| -------------------------------- | -------------------------------- | --------------------------------- | -------------------------------- | -------------------------------- |
|                                  | Coureur                          | Pays                              | Équipe                           | Point(s)                         |
| 1er                              | Viatcheslav Ekimov               | Communauté des États indépendants | Panasonic-Sportlife              | 14 points                        |
| 2e                               | Herman Frison                    | Belgique                          | Tulip Computers                  | 6 pts                            |
| 3e                               | Richard Virenque                 | France                            | RMO-Onet                         | 5 pts                            |
| 4e                               | Claudio Chiappucci               | Italie                            | Carrera Jeans-Tassoni            | 4 pts                            |
| 5e                               | Peter De Clercq                  | Belgique                          | Lotto-Belgacom                   | 4 pts                            |
| 6e                               | Andrew Hampsten                  | États-Unis                        | Motorola                         | 2 pts                            |
| 7e                               | Javier Murguialday               | Espagne                           | Amaya Seguros                    | 2 pts                            |
| 8e                               | Franco Vona                      | Italie                            | GB-MG Maglificio                 | 1 pt                             |
| 9e                               | Olaf Ludwig                      | Allemagne                         | Panasonic-Sportlife              | 1 pt                             |
| 10e                              | Hendrik Redant                   | Belgique                          | Lotto-Belgacom                   | 1 pt                             |
| modifier                         |                                  |                                   |                                  |                                  |

### Évolution des classements
| Étape              | Vainqueur            | Classement général | Classement par points | Classement de la montagne | Classement du meilleur jeune | Classement par équipes | Prix de la combativité | Prix de la combativité |
| Étape              | Vainqueur            | Classement général | Classement par points | Classement de la montagne | Classement du meilleur jeune | Classement par équipes | Combatif de l'étape    | Leader                 |
| ------------------ | -------------------- | ------------------ | --------------------- | ------------------------- | ---------------------------- | ---------------------- | ---------------------- | ---------------------- |
| P                  | Miguel Indurain      | Miguel Indurain    | Miguel Indurain       | non décerné               | Alex Zülle                   | Banesto                | non décerné            | non décerné            |
| 1                  | Dominique Arnould    | Alex Zülle         | Dominique Arnould     | Franco Chioccioli         | Alex Zülle                   | Banesto                | Alex Zülle             | Alex Zülle             |
| 2                  | Javier Murguialday   | Richard Virenque   | Richard Virenque      | Richard Virenque          | Richard Virenque             | RMO-Onet               | Richard Virenque       | Richard Virenque       |
| 3                  | Rob Harmeling        | Pascal Lino        | Richard Virenque      | Richard Virenque          | Richard Virenque             | RMO-Onet               | Noël Segers            | Richard Virenque       |
| 4                  | Panasonic-Sportlife  | Pascal Lino        | Richard Virenque      | Richard Virenque          | Richard Virenque             | RMO-Onet               | non décerné            | Richard Virenque       |
| 5                  | Guido Bontempi       | Pascal Lino        | Johan Museeuw         | Richard Virenque          | Richard Virenque             | Carrera Jeans-Tassoni  | Steve Bauer            | Richard Virenque       |
| 6                  | Laurent Jalabert     | Pascal Lino        | Johan Museeuw         | Richard Virenque          | Richard Virenque             | Carrera Jeans-Tassoni  | Thierry Marie          | Claudio Chiappucci     |
| 7                  | Gilles Delion        | Pascal Lino        | Laurent Jalabert      | Richard Virenque          | Richard Virenque             | Carrera Jeans-Tassoni  | Frans Maassen          | Frans Maassen          |
| 8                  | Jan Nevens           | Pascal Lino        | Laurent Jalabert      | Richard Virenque          | Yvon Ledanois                | Carrera Jeans-Tassoni  | Yvon Ledanois          | Frans Maassen          |
| 9                  | Miguel Indurain      | Pascal Lino        | Laurent Jalabert      | Richard Virenque          | Yvon Ledanois                | Carrera Jeans-Tassoni  | non décerné            | Frans Maassen          |
| 10                 | Jean-Paul van Poppel | Pascal Lino        | Johan Museeuw         | Claudio Chiappucci        | Yvon Ledanois                | Carrera Jeans-Tassoni  | Rolf Järmann           | Frans Maassen          |
| 11                 | Laurent Fignon       | Pascal Lino        | Laurent Jalabert      | Claudio Chiappucci        | Yvon Ledanois                | Carrera Jeans-Tassoni  | Rolf Gölz              | Frans Maassen          |
| 12                 | Rolf Jaermann        | Pascal Lino        | Johan Museeuw         | Claudio Chiappucci        | Yvon Ledanois                | Carrera Jeans-Tassoni  | Rolf Järmann           | Rolf Järmann           |
| 13                 | Claudio Chiappucci   | Miguel Indurain    | Johan Museeuw         | Claudio Chiappucci        | Eddy Bouwmans                | Carrera Jeans-Tassoni  | Claudio Chiappucci     | Claudio Chiappucci     |
| 14                 | Andrew Hampsten      | Miguel Indurain    | Johan Museeuw         | Claudio Chiappucci        | Eddy Bouwmans                | Carrera Jeans-Tassoni  | Andrew Hampsten        | Claudio Chiappucci     |
| 15                 | Franco Chioccioli    | Miguel Indurain    | Laurent Jalabert      | Claudio Chiappucci        | Eddy Bouwmans                | Carrera Jeans-Tassoni  | Franco Chioccioli      | Claudio Chiappucci     |
| 16                 | Stephen Roche        | Miguel Indurain    | Laurent Jalabert      | Claudio Chiappucci        | Eddy Bouwmans                | Carrera Jeans-Tassoni  | Stephen Roche          | Claudio Chiappucci     |
| 17                 | Jean-Claude Colotti  | Miguel Indurain    | Laurent Jalabert      | Claudio Chiappucci        | Eddy Bouwmans                | Carrera Jeans-Tassoni  | Jean-Claude Colotti    | Claudio Chiappucci     |
| 18                 | Thierry Marie        | Miguel Indurain    | Laurent Jalabert      | Claudio Chiappucci        | Eddy Bouwmans                | Carrera Jeans-Tassoni  | Herman Frison          | Claudio Chiappucci     |
| 19                 | Miguel Indurain      | Miguel Indurain    | Laurent Jalabert      | Claudio Chiappucci        | Eddy Bouwmans                | Carrera Jeans-Tassoni  | non décerné            | Claudio Chiappucci     |
| 20                 | Peter De Clercq      | Miguel Indurain    | Laurent Jalabert      | Claudio Chiappucci        | Eddy Bouwmans                | Carrera Jeans-Tassoni  | Rolf Järmann           | Claudio Chiappucci     |
| 21                 | Olaf Ludwig          | Miguel Indurain    | Laurent Jalabert      | Claudio Chiappucci        | Eddy Bouwmans                | Carrera Jeans-Tassoni  | Frans Maassen          | Claudio Chiappucci     |
| Classements finals | Classements finals   | Miguel Indurain    | Laurent Jalabert      | Claudio Chiappucci        | Eddy Bouwmans                | Carrera Jeans-Tassoni  | Claudio Chiappucci     | Claudio Chiappucci     |

## Liste des coureurs
La liste ci-dessous présente les coureurs inscrits par numéro de dossard.
| Légende | Légende                                                                    | Légende | Légende                                                    |
| ------- | -------------------------------------------------------------------------- | ------- | ---------------------------------------------------------- |
| Num     | Dossard de départ porté par le coureur sur ce Tour                         | Pos     | Position à l'arrivée de la course                          |
|         | Indique un maillot de champion national ou mondial, suivi de sa spécialité | NP      | Indique un coureur qui n'a pas pris le départ de la course |
| AB      | Indique un coureur qui n'a pas terminé la course                           | HD      | Indique un coureur qui a terminé la course hors des délais |

| Banesto | Banesto                     | Banesto |
| ------- | --------------------------- | ------- |
| Num     | Coureur                     | Pos     |
| 1       | Miguel Indurain (ESP)       | 1er     |
| 2       | Marino Alonso (ESP)         | 98e     |
| 3       | Jean-François Bernard (FRA) | 39e     |
| 4       | Armand de Las Cuevas (FRA)  | HD-14   |
| 5       | Pedro Delgado (ESP)         | 6e      |
| 6       | Aitor Garmendia (ESP)       | 108e    |
| 7       | Julián Gorospe (ESP)        | 47e     |
| 8       | Fabrice Philipot (FRA)      | AB-13   |
| 9       | José Ramón Uriarte (ESP)    | 63e     |

| Gatorade-Chateau d'Ax | Gatorade-Chateau d'Ax      | Gatorade-Chateau d'Ax |
| --------------------- | -------------------------- | --------------------- |
| Num                   | Coureur                    | Pos                   |
| 11                    | Gianni Bugno (ITA)         | 3e                    |
| 12                    | Andrea Chiurato (ITA)      | 112e                  |
| 13                    | Dirk De Wolf (BEL)         | 86e                   |
| 14                    | Giovanni Fidanza (ITA)     | 103e                  |
| 15                    | Laurent Fignon (FRA)       | 23e                   |
| 16                    | Abelardo Rondón (COL)      | 55e                   |
| 17                    | Pello Ruiz Cabestany (ESP) | 72e                   |
| 18                    | Mario Scirea (ITA)         | 107e                  |
| 19                    | Valerio Tebaldi (ITA)      | AB-15                 |

| Carrera Jeans-Tassoni | Carrera Jeans-Tassoni          | Carrera Jeans-Tassoni |
| --------------------- | ------------------------------ | --------------------- |
| Num                   | Coureur                        | Pos                   |
| 21                    | Claudio Chiappucci (ITA)       | 2e                    |
| 22                    | Djamolidine Abdoujaparov (UZB) | HD-13                 |
| 23                    | Guido Bontempi (ITA)           | 75e                   |
| 24                    | Mario Chiesa (ITA)             | 117e                  |
| 25                    | Massimo Ghirotto (ITA)         | 40e                   |
| 26                    | Alessandro Gianelli (ITA)      | AB-14                 |
| 27                    | Giancarlo Perini (ITA)         | 8e                    |
| 28                    | Stephen Roche (IRL)            | 9e                    |
| 29                    | Fabio Roscioli (ITA)           | 90e                   |

| RMO-Onet | RMO-Onet               | RMO-Onet |
| -------- | ---------------------- | -------- |
| Num      | Coureur                | Pos      |
| 31       | Charly Mottet (FRA)    | AB-12    |
| 32       | Éric Caritoux (FRA)    | 37e      |
| 33       | Thierry Laurent (FRA)  | 79e      |
| 34       | Pascal Lino (FRA)      | 5e       |
| 35       | Christophe Manin (FRA) | 105e     |
| 36       | Ronan Pensec (FRA)     | 52e      |
| 37       | Dante Rezze (FRA)      | HD-14    |
| 38       | Richard Virenque (FRA) | 25e      |
| 39       | Marcel Wüst (GER)      | AB-1     |

| Castorama | Castorama                 | Castorama |
| --------- | ------------------------- | --------- |
| Num       | Coureur                   | Pos       |
| 41        | Luc Leblanc (FRA)         | HD-14     |
| 42        | Dominique Arnould (FRA)   | 48e       |
| 43        | Jean-Claude Bagot (FRA)   | AB-13     |
| 44        | Thierry Bourguignon (FRA) | 29e       |
| 45        | Jacky Durand (FRA)        | 119e      |
| 46        | Yvon Ledanois (FRA)       | 42e       |
| 47        | Thierry Marie (FRA)       | 114e      |
| 48        | Jean-Cyril Robin (FRA)    | 44e       |
| 49        | Gérard Rué (FRA)          | 15e       |

| Z   | Z                             | Z     |
| --- | ----------------------------- | ----- |
| Num | Coureur                       | Pos   |
| 51  | Greg LeMond (USA)             | AB-14 |
| 52  | Éric Boyer (FRA)              | 12e   |
| 53  | Thierry Claveyrolat (FRA)     | 33e   |
| 54  | Jean-Claude Colotti (FRA)     | 95e   |
| 55  | Bruno Cornillet (FRA)         | NP-7  |
| 56  | Gilbert Duclos-Lassalle (FRA) | AB-14 |
| 57  | Atle Kvålsvoll (NOR)          | 49e   |
| 58  | François Lemarchand (FRA)     | 104e  |
| 59  | Jérôme Simon (FRA)            | 27e   |

| Motorola | Motorola                  | Motorola |
| -------- | ------------------------- | -------- |
| Num      | Coureur                   | Pos      |
| 61       | Andrew Hampsten (USA)     | 4e       |
| 62       | Phil Anderson (AUS)       | 81e      |
| 63       | Frankie Andreu (USA)      | 110e     |
| 64       | Steve Bauer (CAN)         | AB-13    |
| 65       | Andy Bishop (USA)         | HD-8     |
| 66       | Michel Dernies (BEL)      | 106e     |
| 67       | Ron Kiefel (USA)          | AB-13    |
| 68       | Maximilian Sciandri (ITA) | AB-7     |
| 69       | Sean Yates (GBR)          | 83e      |

| Helvetia-Commodore | Helvetia-Commodore         | Helvetia-Commodore |
| ------------------ | -------------------------- | ------------------ |
| Num                | Coureur                    | Pos                |
| 71                 | Gilles Delion (FRA)        | 58e                |
| 72                 | Rolf Aldag (GER)           | AB-8               |
| 73                 | Laurent Dufaux (SUI)       | AB-13              |
| 74                 | Fabian Jeker (SUI)         | AB-13              |
| 75                 | Dominik Krieger (GER)      | 53e                |
| 76                 | Jean-Claude Leclercq (FRA) | AB-11              |
| 77                 | Erich Maechler (SUI)       | AB-13              |
| 78                 | Henri Manders (NED)        | 129e               |
| 79                 | Jörg Müller (SUI)          | 94e                |

| ONCE | ONCE                               | ONCE  |
| ---- | ---------------------------------- | ----- |
| Num  | Coureur                            | Pos   |
| 81   | Herminio Díaz Zabala (ESP)         | 97e   |
| 82   | Xabier Aldanondo (es) (ESP)        | 116e  |
| 83   | Stephen Hodge (AUS)                | 93e   |
| 84   | Laurent Jalabert (FRA)             | 34e   |
| 85   | Philippe Louviot (FRA)             | 57e   |
| 86   | Miguel Ángel Martínez Torres (ESP) | 101e  |
| 87   | Neil Stephens (AUS)                | 74e   |
| 88   | Johnny Weltz (DEN)                 | 102e  |
| 89   | Alex Zülle (SUI)                   | NP-12 |

| TVM-Sanyo | TVM-Sanyo                | TVM-Sanyo |
| --------- | ------------------------ | --------- |
| Num       | Coureur                  | Pos       |
| 91        | Gert-Jan Theunisse (NED) | 13e       |
| 92        | Johan Capiot (BEL)       | AB-11     |
| 93        | Rob Harmeling (NED)      | AB-16     |
| 94        | Dimitri Konyshev (RUS)   | AB-17     |
| 95        | Peter Meinert (DEN)      | HD-13     |
| 96        | Robert Millar (GBR)      | 18e       |
| 97        | Jan Siemons (NED)        | AB-15     |
| 98        | Jesper Skibby (DEN)      | 56e       |
| 99        | Ad Wijnands (NED)        | AB-14     |

| Panasonic-Sportlife | Panasonic-Sportlife      | Panasonic-Sportlife |
| ------------------- | ------------------------ | ------------------- |
| Num                 | Coureur                  | Pos                 |
| 101                 | Maurizio Fondriest (ITA) | 46e                 |
| 102                 | Eddy Bouwmans (NED)      | 14e                 |
| 103                 | Viatcheslav Ekimov (RUS) | 65e                 |
| 104                 | Olaf Ludwig (GER)        | 96e                 |
| 105                 | Wilfried Nelissen (BEL)  | AB-10               |
| 106                 | Guy Nulens (BEL)         | 77e                 |
| 107                 | Marc Sergeant (BEL)      | 66e                 |
| 108                 | Eric Van Lancker (BEL)   | AB-8                |
| 109                 | Dimitri Zhdanov (RUS)    | 38e                 |

| Postobón Manzana-Ryalcao | Postobón Manzana-Ryalcao       | Postobón Manzana-Ryalcao |
| ------------------------ | ------------------------------ | ------------------------ |
| Num                      | Coureur                        | Pos                      |
| 111                      | Álvaro Mejía (COL)             | AB-14                    |
| 112                      | Alberto Camargo (COL)          | AB-13                    |
| 113                      | Arunas Cepele (en) (LTU)       | 32e                      |
| 114                      | Carlos Mario Jaramillo (COL)   | 68e                      |
| 115                      | Artūras Kasputis (LTU)         | 71e                      |
| 116                      | Gerardo Moncada (COL)          | 54e                      |
| 117                      | Julio César Ortegón (it) (COL) | 125e                     |
| 118                      | William Palacio (COL)          | NP-12                    |
| 119                      | Efraín Rico (es) (COL)         | AB-6                     |

| Amaya Seguros | Amaya Seguros                          | Amaya Seguros |
| ------------- | -------------------------------------- | ------------- |
| Num           | Coureur                                | Pos           |
| 121           | Laudelino Cubino (ESP)                 | AB-11 (A 11e) |
| 122           | Francisco Antequera (ESP)              | 109e          |
| 123           | Juan Carlos Martín Martínez (es) (ESP) | 64e           |
| 124           | Jesús Montoya (ESP)                    | 69e           |
| 125           | Javier Murguialday (ESP)               | 26e           |
| 126           | Fabio Parra (COL)                      | AB-8          |
| 127           | Per Pedersen (DEN)                     | 89e           |
| 128           | Fernando Quevedo (ESP)                 | 130e          |
| 129           | Óscar de Jesús Vargas (COL)            | 24e           |

| Buckler-Colnago-Decca | Buckler-Colnago-Decca         | Buckler-Colnago-Decca |
| --------------------- | ----------------------------- | --------------------- |
| Num                   | Coureur                       | Pos                   |
| 131                   | Steven Rooks (NED)            | 17e                   |
| 132                   | Mario De Clercq (BEL)         | AB-13                 |
| 133                   | Gerrit de Vries (NED)         | NP-7                  |
| 134                   | Martin Kokkelkoren (de) (NED) | 118e                  |
| 135                   | Frans Maassen (NED)           | 91e                   |
| 136                   | Jelle Nijdam (NED)            | 113e                  |
| 137                   | Noël Segers (BEL)             | AB-14                 |
| 138                   | Edwig Van Hooydonck (BEL)     | NP-13                 |
| 139                   | Eric Vanderaerden (BEL)       | AB-13                 |

| Ariostea | Ariostea                 | Ariostea |
| -------- | ------------------------ | -------- |
| Num      | Coureur                  | Pos      |
| 141      | Moreno Argentin (ITA)    | AB-8     |
| 142      | Davide Cassani (ITA)     | AB-16    |
| 143      | Bruno Cenghialta (ITA)   | AB-14    |
| 144      | Roberto Conti (ITA)      | 84e      |
| 145      | Alberto Elli (ITA)       | 28e      |
| 146      | Rolf Gölz (GER)          | DQ-13    |
| 147      | Rolf Jaermann (SUI)      | 62e      |
| 148      | Massimiliano Lelli (ITA) | AB-7     |
| 149      | Rolf Sørensen (DEN)      | NP-2     |

| Telekom-Merckx | Telekom-Merckx         | Telekom-Merckx |
| -------------- | ---------------------- | -------------- |
| Num            | Coureur                | Pos            |
| 151            | Uwe Ampler (GER)       | AB-12          |
| 152            | Udo Bölts (GER)        | 35e            |
| 153            | Etienne De Wilde (BEL) | 120e           |
| 154            | Bernd Gröne (GER)      | NP-5           |
| 155            | Jens Heppner (GER)     | 10e            |
| 156            | Andreas Kappes (GER)   | 128e           |
| 157            | Marc Madiot (FRA)      | 70e            |
| 158            | Yvon Madiot (FRA)      | 67e            |
| 159            | Remig Stumpf (GER)     | AB-13          |

| CLAS-Cajastur | CLAS-Cajastur                  | CLAS-Cajastur |
| ------------- | ------------------------------ | ------------- |
| Num           | Coureur                        | Pos           |
| 161           | Federico Echave (ESP)          | NP-2          |
| 162           | Fernando Escartín (ESP)        | 45e           |
| 163           | Francisco Espinosa (ESP)       | 36e           |
| 164           | Iñaki Gastón (ESP)             | AB-13         |
| 165           | Arsenio González (ESP)         | 20e           |
| 166           | Alberto Leanizbarrutia (ESP)   | AB-13         |
| 167           | Francisco Javier Mauleón (ESP) | 19e           |
| 168           | Roberto Sierra (ESP)           | AB-11         |
| 169           | Jon Unzaga (ESP)               | 22e           |

| Lotto-Belgacom | Lotto-Belgacom            | Lotto-Belgacom |
| -------------- | ------------------------- | -------------- |
| Num            | Coureur                   | Pos            |
| 171            | Johan Museeuw (BEL)       | 73e            |
| 172            | Peter De Clercq (BEL)     | 123e           |
| 173            | Sammie Moreels (BEL)      | 100e           |
| 174            | Jan Nevens (BEL)          | 51e            |
| 175            | Hendrik Redant (BEL)      | 122e           |
| 176            | Peter Roes (BEL)          | 121e           |
| 177            | Rik Van Slycke (BEL)      | 124e           |
| 178            | Patrick Verschueren (BEL) | AB-7           |
| 179            | Marc Wauters (BEL)        | AB-12          |

| Festina-Lotus | Festina-Lotus                | Festina-Lotus |
| ------------- | ---------------------------- | ------------- |
| Num           | Coureur                      | Pos           |
| 181           | Sean Kelly (IRL)             | 43e           |
| 182           | Enrique Alonso (ESP)         | 31e           |
| 183           | Acácio da Silva (POR)        | 61e           |
| 184           | Mauro Gianetti (SUI)         | HD-13         |
| 185           | Ramón González Arrieta (ESP) | 82e           |
| 186           | Carlos Hernández Bailo (ESP) | 85e           |
| 187           | Luis Pérez Garcia (ESP)      | 41e           |
| 188           | Fernando Piñero (ca) (ESP)   | 60e           |
| 189           | Pascal Richard (SUI)         | AB-5          |

| GB-MG Maglificio | GB-MG Maglificio        | GB-MG Maglificio |
| ---------------- | ----------------------- | ---------------- |
| Num              | Coureur                 | Pos              |
| 191              | Franco Chioccioli (ITA) | 16e              |
| 192              | Franco Ballerini (ITA)  | 115e             |
| 193              | Mario Cipollini (ITA)   | AB-7             |
| 194              | Zenon Jaskuła (POL)     | NP-12            |
| 195              | Francis Moreau (FRA)    | AB-11            |
| 196              | Laurent Pillon (FRA)    | 88e              |
| 197              | Eros Poli (ITA)         | NP-7             |
| 198              | Flavio Vanzella (ITA)   | 59e              |
| 199              | Franco Vona (ITA)       | 11e              |

| Tulip Computers | Tulip Computers          | Tulip Computers |
| --------------- | ------------------------ | --------------- |
| Num             | Coureur                  | Pos             |
| 201             | Luc Roosen (BEL)         | AB-14           |
| 202             | Herman Frison (BEL)      | 111e            |
| 203             | Brian Holm (DEN)         | 76e             |
| 204             | Olaf Jentzsch (GER)      | HD-10           |
| 205             | Søren Lilholt (DEN)      | 99e             |
| 206             | Allan Peiper (AUS)       | 126e            |
| 207             | Peter Pieters (NED)      | DQ-14           |
| 208             | Jim Van De Laer (BEL)    | 30e             |
| 209             | Adrie van der Poel (NED) | AB-13           |

| PDM-Ultima-Concorde | PDM-Ultima-Concorde        | PDM-Ultima-Concorde |
| ------------------- | -------------------------- | ------------------- |
| Num                 | Coureur                    | Pos                 |
| 211                 | Erik Breukink (NED)        | 7e                  |
| 212                 | Raúl Alcalá (MEX)          | 21e                 |
| 213                 | Falk Boden (GER)           | NP-7                |
| 214                 | Maarten den Bakker (NED)   | 92e                 |
| 215                 | Martin Earley (IRL)        | 80e                 |
| 216                 | Mario Kummer (GER)         | 78e                 |
| 217                 | Harald Maier (AUT)         | 50e                 |
| 218                 | Jos van Aert (NED)         | 87e                 |
| 219                 | Jean-Paul van Poppel (NED) | 127e                |